# ラヌゼーイ
ラヌゼーイ（イタリア語: Lanusei  発音）は、イタリア共和国のサルデーニャ島東部に位置する、人口約5,300人の基礎自治体（コムーネ）。トルトリとともにオリアストラ県の県都のひとつであった。

## 地理

### 位置・広がり
Quirra 地区が飛び地となっている。

#### 隣接コムーネ
隣接コムーネは以下の通り。
- アルツァナ
- バリ・サルド
- カルデードゥ
- エーリニ
- ガイロ
- イルボーノ
- イェルツ
- ロチェーリ
- オシーニ
- テルテニーア

## 国勢調査 1991 および 2001
1991年10月20日の国勢調査では、6,356人
2001年10月21日の国勢調査では、5,841人。
1991年から2001年では515人の減少があった。